# Digama
Digama är ett släkte av fjärilar. Digama ingår i familjen björnspinnare.

## Bildgalleri

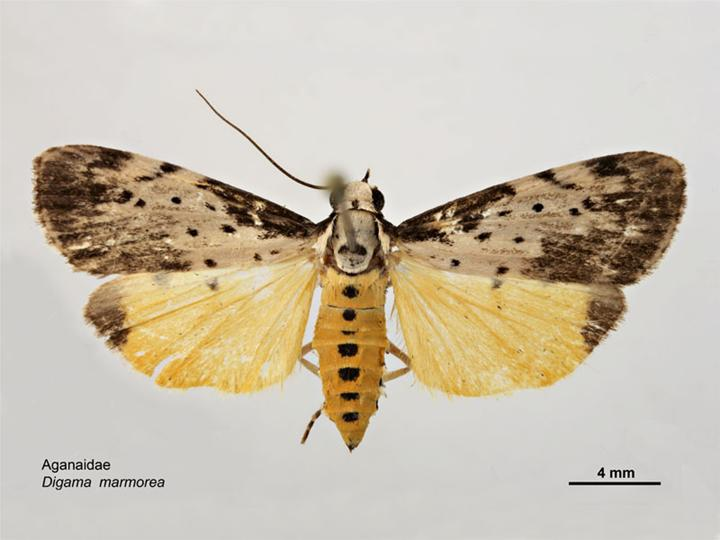
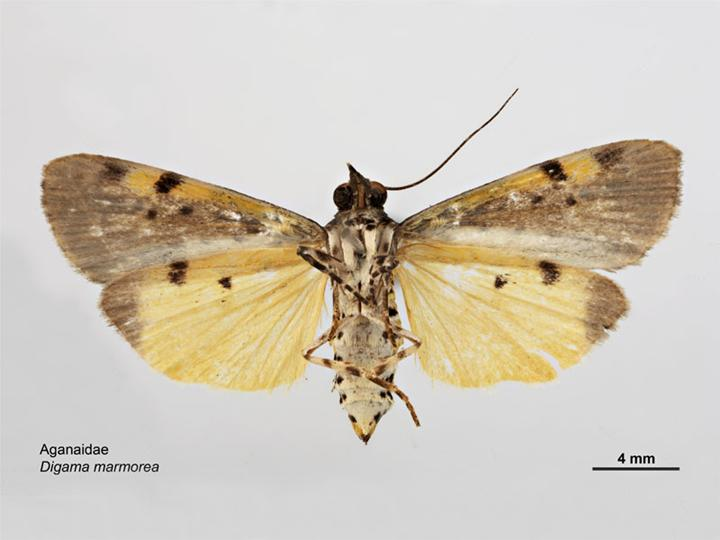
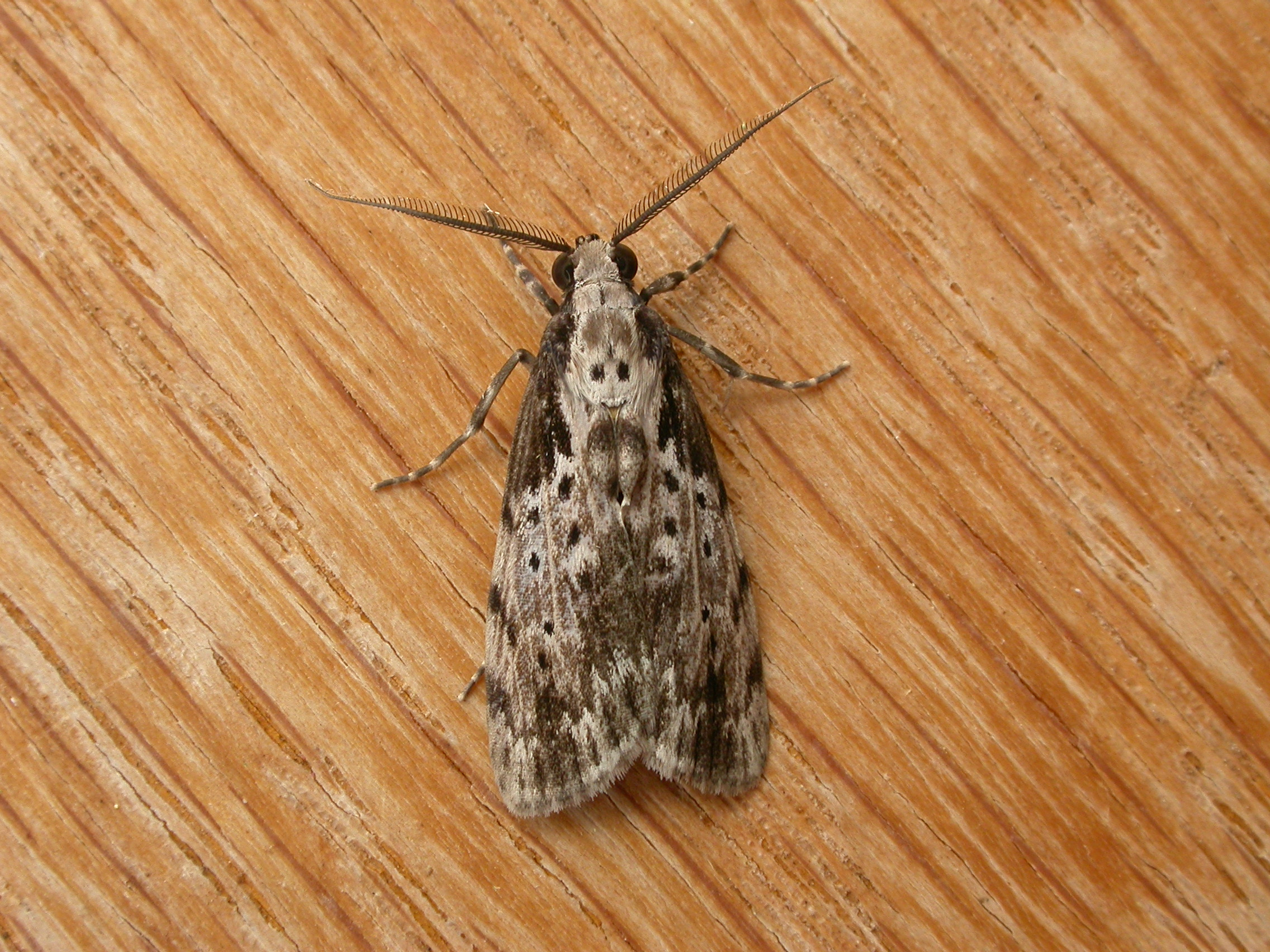
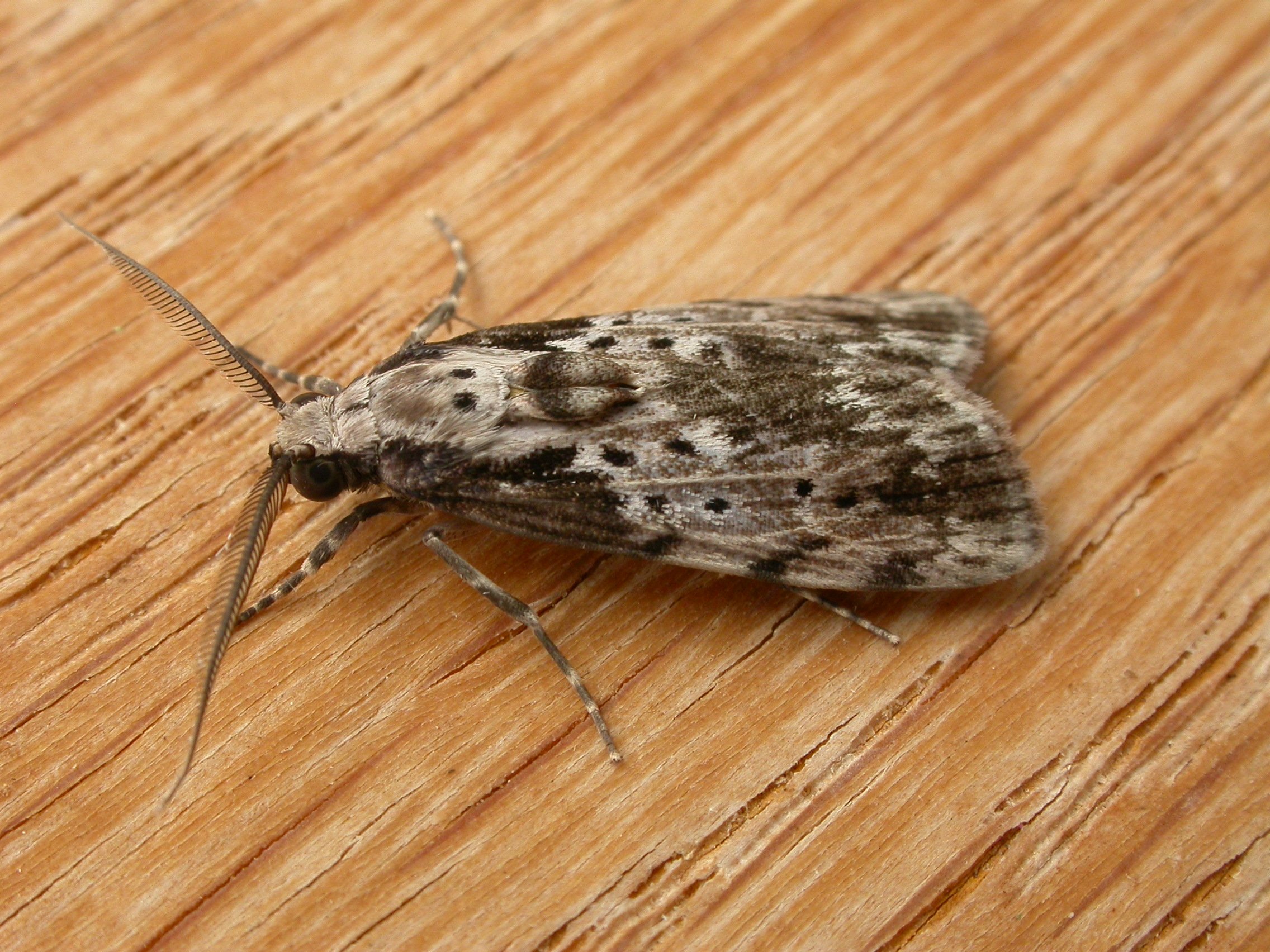
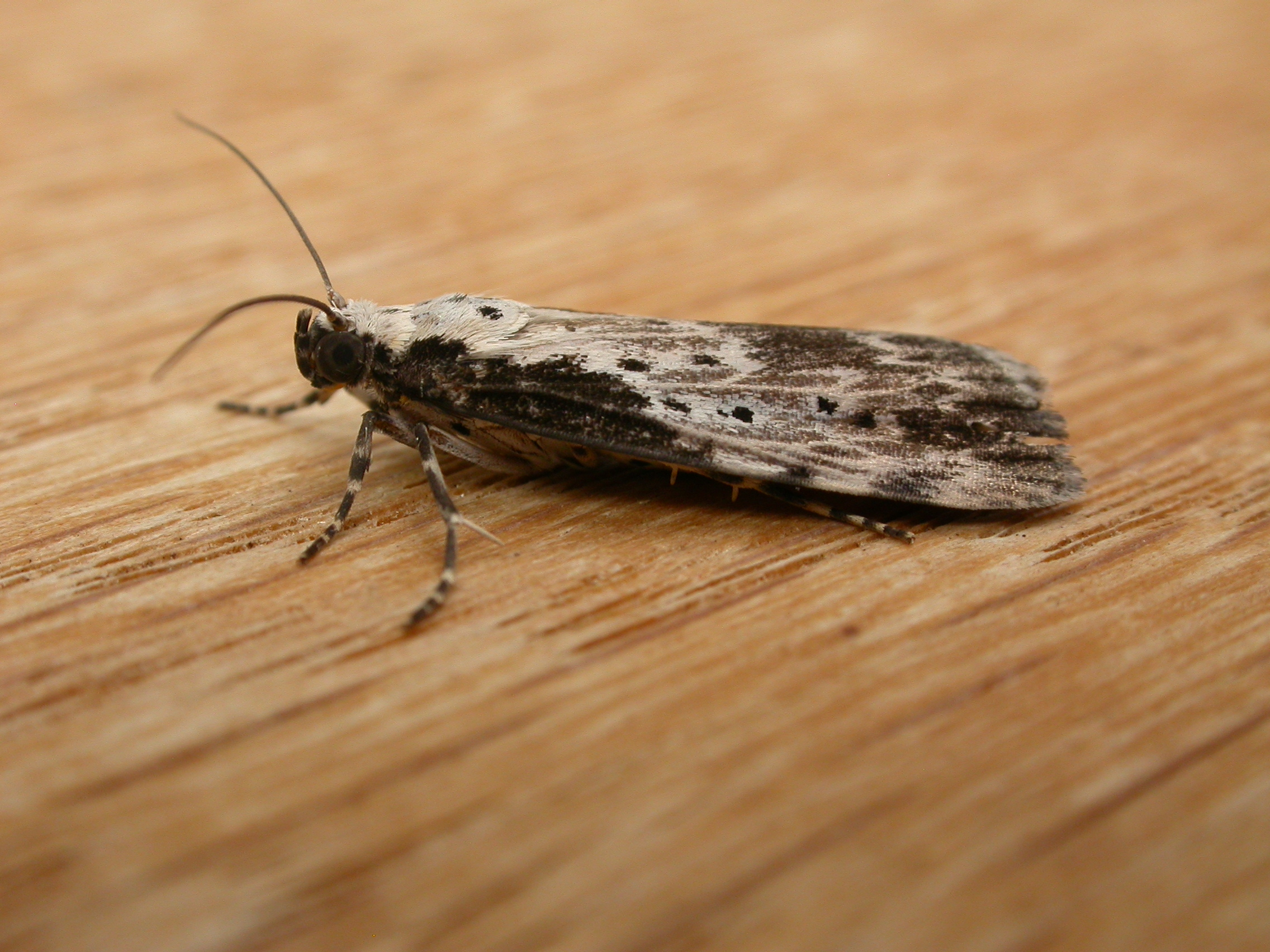

## Dottertaxa tillDigama, i alfabetisk ordning[1]
- Digama abietis
- Digama africana
- Digama aganais
- Digama albescens
- Digama albicans
- Digama albicostata
- Digama angasijensis
- Digama budonga
- Digama burmana
- Digama clinchorum
- Digama costimacula
- Digama culta
- Digama daressalamica
- Digama deliae
- Digama disticta
- Digama duberneti
- Digama fasciata
- Digama feralba
- Digama figurata
- Digama hearseyana
- Digama insulana
- Digama intermedia
- Digama lineata
- Digama lithosioides
- Digama malgassica
- Digama marchali
- Digama marmorata
- Digama marmorea
- Digama meridionalis
- Digama monosticta
- Digama nebulosa
- Digama ostentata
- Digama pandaensis
- Digama piepersiana
- Digama rileyi
- Digama sagittata
- Digama septempuncta
- Digama serratula
- Digama similis
- Digama sinuosa
- Digama spilleri
- Digama spilosoma
- Digama strabonis
- Digama toulgoeti